# Шапел Ивон
Шапел Ивон (фр. Chapelle-Yvon) насеље је и општина у северној Француској у региону Доња Нормандија, у департману Калвадос која припада префектури Лисје.
По подацима из 2011. године у општини је живело 534 становника, а густина насељености је износила 76,18 становника/km². Општина се простире на површини од 7,01 km². Налази се на средњој надморској висини од 91 метар (максималној 169 m, а минималној 71 m).

## Демографија
| 1962. | 1968. | 1975. | 1982. | 1990. | 1999. | 2011. |
| ----- | ----- | ----- | ----- | ----- | ----- | ----- |
| 432   | 440   | 384   | 437   | 525   | 499   | 534   |

График промене броја становника у току последњих година